# Scoglio Mangiabarche
Lo scoglio Mangiabarche di fuori è un'isola dell'Italia, in Sardegna.

## Geografia

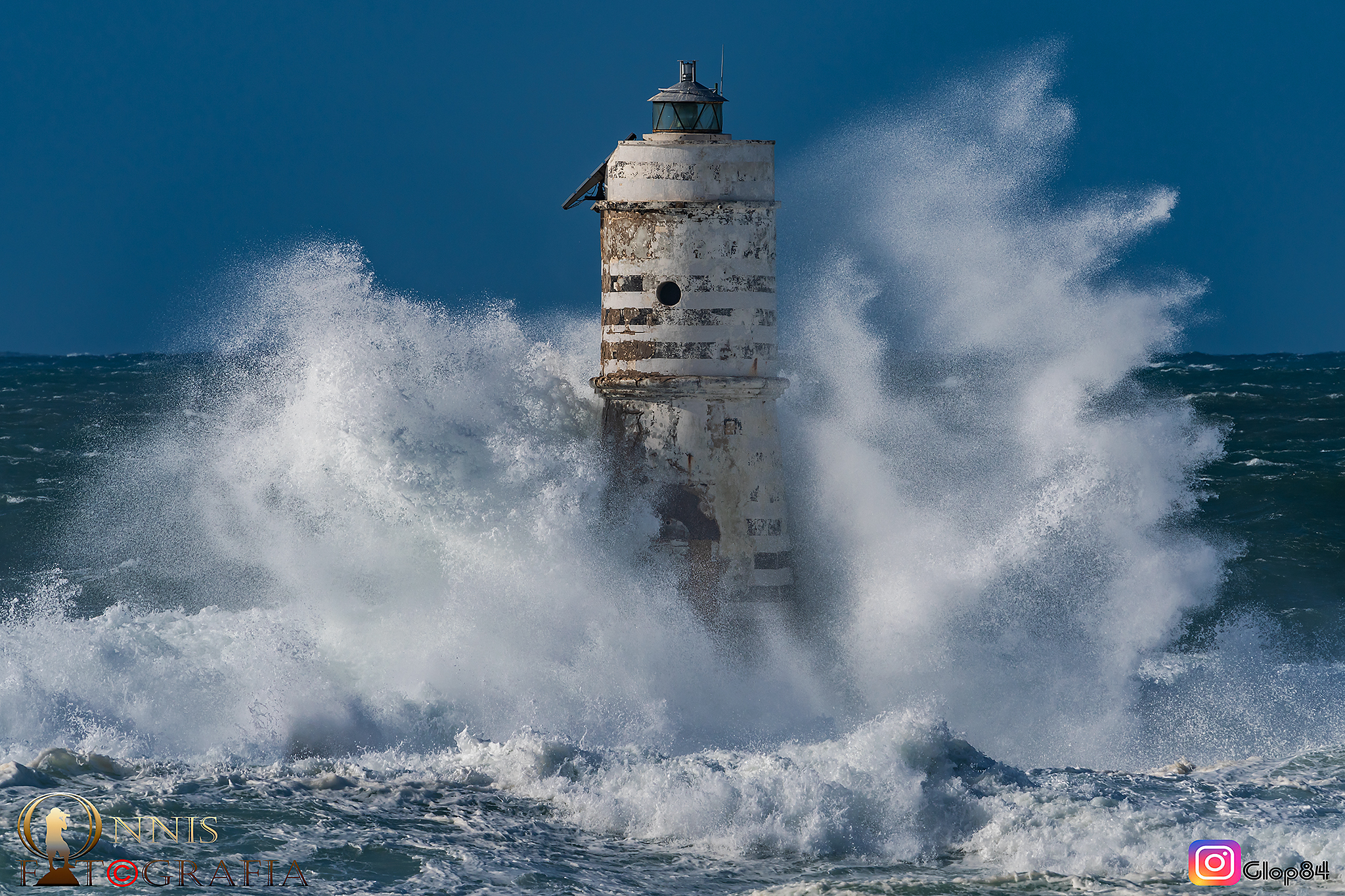
Faro di Mangiabarche

L'isolotto è collocato a breve distanza dalla costa nord-occidentale dell'Isola di Sant'Antioco, nel canale che separa quest'ultima dall'Isola di San Pietro. Amministrativamente appartiene al comune di Calasetta. Ancora più vicino alla costa di Sant'Antioco si trova lo scoglio Mangiabarche di terra.

## Storia
L'isolotto, poco rilevato rispetto alla superficie marina, rappresentava in passato un notevole pericolo per la navigazione e causò nel tempo molti naufragi. Il suo nome allude proprio alle numerose barche affondate nei pressi, oltre che alle varie asperità rocciose che emergendo dal mare possono ricordare i denti di un mostro. Proprio per questo vi fu costruito un faro, che venne attivato nel 1935.